# 비도권운산
《비도권운산》(飛渡淃雲山, Magnificent Bodyguards)은 홍콩에서 제작된 나유 감독의 1978년 액션 영화이다. 전준 등이 주연으로 출연하였다.

## 출연
- 전준
- 성룡
- 양소룡
- 왕평
- 리리리
- 전후